# لافایت، ایلینوی
لافایت (به انگلیسی: La Fayette) یک روستا در ایالات متحده آمریکا است که در ایلینوی واقع شده‌است. لافایت ۰٫۴۹ کیلومتر مربع مساحت و ۲۲۳ نفر جمعیت دارد.